# Brumovice, Břeclav
Brumovice là một làng thuộc huyện Břeclav, vùng Jihomoravský, Cộng hòa Séc.